# Laura Dekker

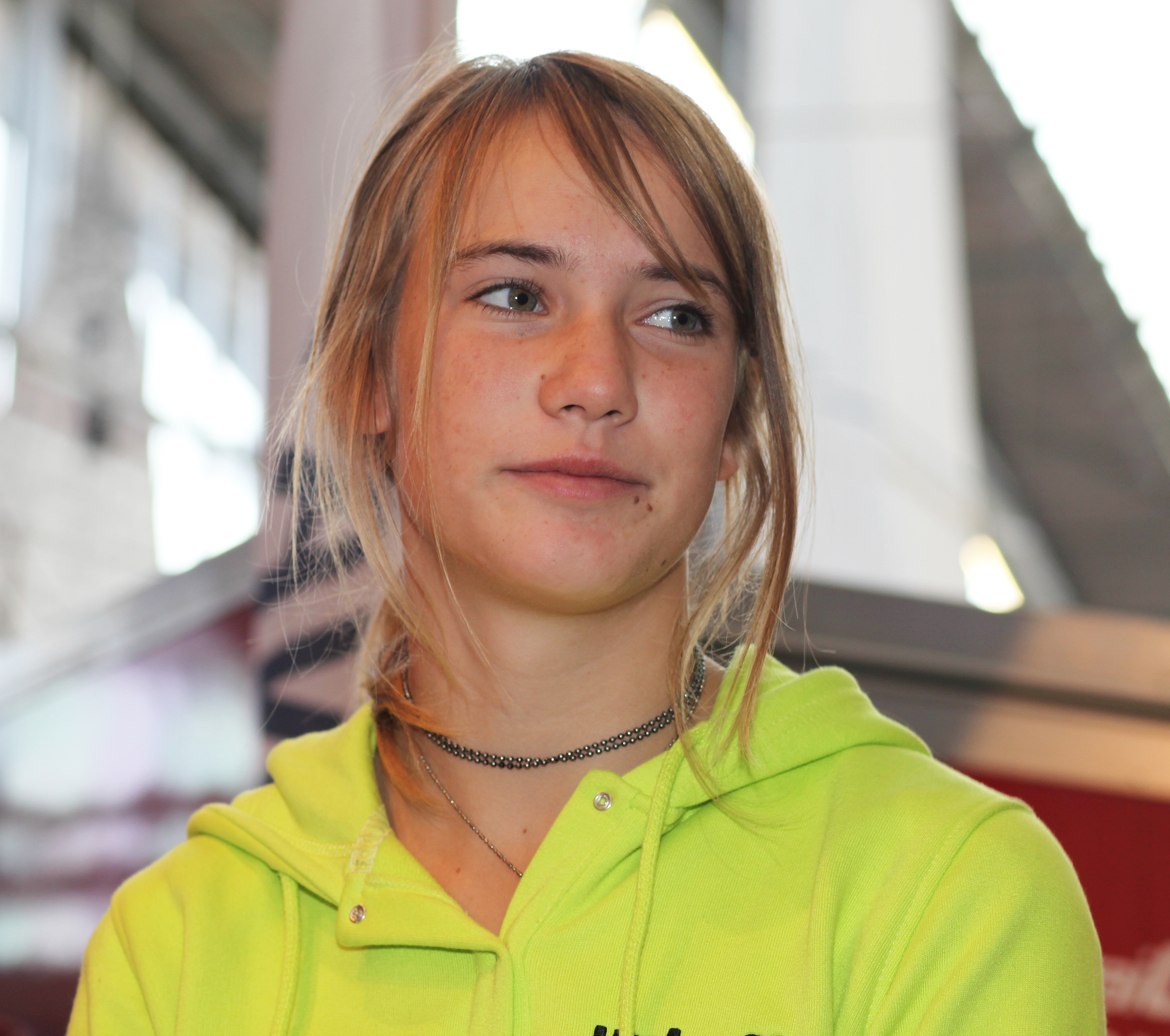
Laura Dekker während einer Reiseunterbrechung im März 2011 auf der HISWA-Bootsmesse in Amsterdam

Laura Dekker (* 20. September 1995 in Whangārei, Neuseeland) ist eine niederländisch-deutsch-neuseeländische Seglerin, die für ihre Solo-Weltumseglung 2010 bis 2012 bekannt ist.

## Leben
Laura Dekker wurde während einer Weltreise ihrer Eltern Dick Dekker und Barbara Müller im neuseeländischen Whangārei geboren. Durch ihren Vater besitzt sie die niederländische, durch die Mutter die deutsche und durch den Geburtsort die neuseeländische Staatsangehörigkeit.
Ihre seglerische Karriere startete sie auf einem Boot der Optimist-Klasse, diesem folgte später eine Mirror-Jolle. Nach der Scheidung ihrer Eltern im Jahr 2002 lebte sie mit ihrem Vater, einem segelbegeisterten Bootsbauer ohne abgeschlossene Ausbildung, zunächst im niederländischen Wijk bij Duurstede. Mit ihrem damaligen Segelboot, einer Hurley 700 mit dem Namen Guppy, unternahm sie Einhandtörns, unter anderem im Mai 2009 im Alter von 13 Jahren von Maurik (Niederlande) nach Lowestoft (Vereinigtes Königreich) und zurück. Über diese Reise schrieb Dekker einen Artikel für das niederländische Magazin Zeilen.
Ab dem 18. Dezember 2009 galt sie als vermisst; sie wurde aber zwei Tage später in Sint Maarten in der niederländischen Karibik wiedergefunden. Ob ihr Verschwinden mit ihrer geplanten Weltumseglung zu tun hatte, ist unklar. Ihre Großeltern väterlicherseits, Dick und Riek Dekker, gaben dem Jugendamt die Schuld für das Verschwinden, da das Amt ihre geplante Weltumseglung untersagt hatte und sie in ein Heim einweisen wollte. Der Lebensgefährte der Mutter verdächtigte den Vater, das Verschwinden geplant zu haben. Der Streit um das Sorgerecht weitete sich zwischenzeitlich aus. So wurde bekannt, dass ihre Mutter den gewagten Solo-Törn der Tochter nicht gutheißen wollte. Sie hielt den Plan für zu gefährlich.

### Planung der Weltumseglung und Einschränkung des elterlichen Sorgerechts

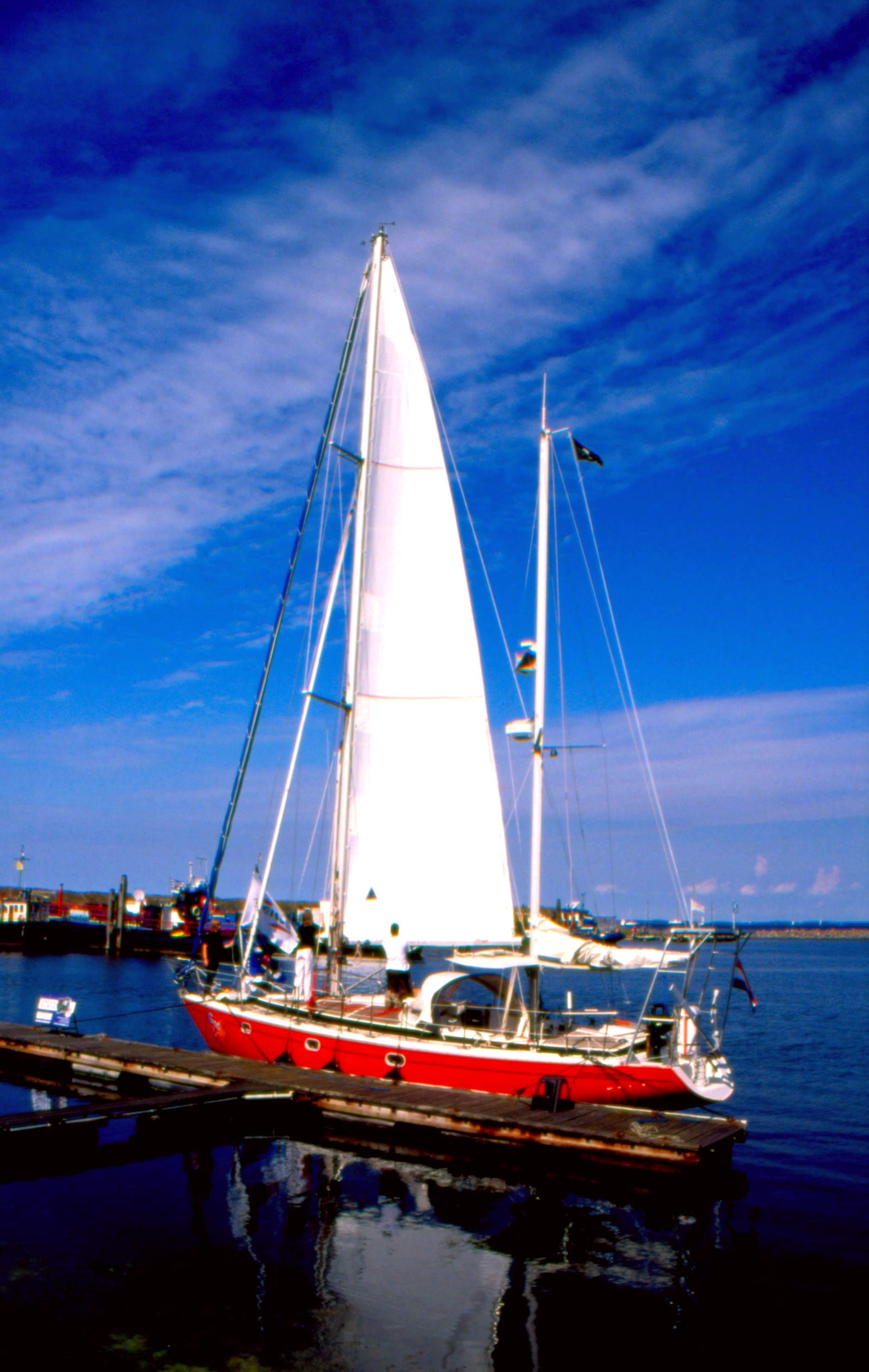
Laura Dekkers Guppy in Den Osse, eine Gin Fizz von Jeanneau

Im September 2009 wollte Dekker mit ihrem Boot, einer von einem Sponsor geliehenen Hurley 800, zu einer Allein-Weltumseglung aufbrechen, was aufgrund ihres Alters von 13 Jahren in der Öffentlichkeit kontrovers diskutiert wurde.
Durch eine Gerichtsentscheidung wurde verhindert, dass sie am 1. September 2009 in See stechen konnte. Dabei wurde das Sorgerecht der Eltern, mit deren Einverständnis und Unterstützung das Unternehmen stattfinden sollte, für zunächst zwei Monate eingeschränkt. Während der Zweimonatsfrist sollte ein Kinderpsychologe klären, ob Dekker in der Lage sei, alleine eine Weltumseglung zu überstehen. In einer Verhandlung vor dem Familiengericht in Utrecht am 30. Oktober 2009 entschied das Gericht, dass Dekker frühestens im Sommer 2010 in See stechen dürfe. In der Urteilsbegründung erläuterte das Gericht, solch ein langer und durchaus gefährlicher Segeltörn könne „Lauras Gesundheit und ihre geistige Entwicklung gefährden“. Damit folgte das Gericht einem Antrag des Amtes für Kinderschutz, Dekker für die nächsten Monate unter dessen Aufsicht zu belassen. Dadurch wurde das Erziehungsrecht von Dekkers Eltern zunächst bis zum 1. Juli 2010 eingeschränkt. Die Vormundschaft sollte dafür sorgen, dass genug Zeit bliebe, „zu prüfen, ob die Reise ausreichend vorbereitet ist, und zu überwachen, dass Dekker nicht auf unverantwortliche Weise startet“. Die von Dekker und ihrem Vater eingelegte Berufung wurde am 4. Mai 2010 vom Berufungsgericht in Arnheim verworfen.
Sofern die Vormundschaft nicht verlängert werden würde, wollte Dekker nach dem 1. Juli 2010 in See stechen. Die ersten Vorbereitungen dazu hatte sie bereits getroffen. Ihr Vater hatte ihr ein neues Boot gekauft, eine Jeanneau Gin Fizz, da der Hauptsponsor von seiner ursprünglichen Zusage zurücktrat und dadurch die Hurley 800 nicht mehr zur Verfügung stand. Der Zweimaster (eine Ketsch) ist mit 11,5 Metern um gut 3 Meter länger als Dekkers letzte Segelyacht mit 8,5 Metern. Das neue Boot lag zu dieser Zeit im Hafen von Den Osse in der südwestlichen Provinz Zeeland, wohin Vater und Tochter zwischenzeitlich von Maurik (in der Nähe von Utrecht) umgezogen waren.
Am 17. Mai 2010 wurde seitens des Amtes für Kinderschutz in Utrecht ein Antrag auf Verlängerung der Vormundschaft über Laura Dekker bis zum 1. August 2010 bei dem Familiengericht in Middelburg eingereicht. Eine mündliche Verhandlung unter Ausschluss der Öffentlichkeit fand am 14. Juni 2010 statt. Das Familiengericht Middelburg gab dem Antrag des Amtes für Kinderschutz am 17. Juni 2010 statt. Als Grund wurde unter anderem angegeben, dass der Plan zur Vorbereitung beziehungsweise Durchführung von Dekkers Weltumseglung zu spät eingereicht wurde (erst bei der Verhandlung am 14. Juni 2010) und die Behörden keine Gelegenheit hatten, diesen von einem unabhängigen Experten prüfen zu lassen. Am 27. Juli 2010 beendete das Familiengericht zu Middelburg die Vormundschaft über Dekker mit sofortiger Wirkung. Dekker kündigte am 31. Juli 2010 an, am 4. August 2010 gemeinsam mit ihrem Vater nach Portugal zu segeln. Unterwegs sollte das Boot ausgiebig getestet werden. Von Portugal aus wollte Dekker ihre Solo-Weltumseglung beginnen, was jedoch von den örtlichen Behörden verhindert wurde. Als Ausweichhafen wurde schließlich Gibraltar gewählt.

### Solo-Weltumseglung 2010 bis 2012

Reiseroute der Weltumseglung

Die Weltumseglung – westwärts – begann nach Mitteilung ihres damaligen Managers am 21. August 2010.
Ihre Route beinhaltete folgende Stationen:
- 21. August 2010: Start der Weltumseglung allein von Gibraltar aus[15]
- 25. August 2010: Ankunft auf Lanzarote
- Abwettern der atlantischen Hurrikansaison auf den Kanarischen Inseln mit Familienbesuch aus der Heimat und „Sightseeing“
- 10. November 2010: Abfahrt von Gran Canaria
- 18. November 2010: Kap Verde
- 2. Dezember 2010: Beginn der Atlantiküberquerung von Kap Verde nach Sint Maarten (2.200 Seemeilen)[16]
- 19. Dezember 2010: Ankunft in der Simpson Bay Lagune im niederländischen Sint Maarten[17]
- 5.–14. Januar: Gastaufenthalt auf der Stad Amsterdam
- 20. Januar 2011: Abfahrt von Sint Maarten.
- 5. Februar 2011: Ankunft auf Bonaire
- Die Durchquerung des Panamakanals fand vom 10. bis zum 11. April statt.[18]
- 26. April 2011: Ankunft auf Santa Cruz, Galapagos[19]
- 25. Mai 2011: Ankunft auf Atuona, Marquesas-Inseln, Französisch-Polynesien
- 8. Juni 2011: Ankunft in Papeete, Tahiti
- 18. Juli 2011: Ankunft in Suva, Fidschi
- 25. August 2011: Ankunft in Darwin, an der Nordküste Australiens, am 369. Tag ihrer Weltumseglung. Damit hat sie den atlantischen und pazifischen Ozean vollständig durchquert.
- 25. September 2011: Abfahrt aus Darwin mit unbekanntem Ziel
- 12. November 2011: Ankunft in Durban, Südafrika (5.540 Seemeilen)
- 18. November 2011: Ankunft in Port Elizabeth, Südafrika
- 26. November 2011: Passage an Kap Agulhas, Südafrika. Kap Agulhas bildet den südlichsten Punkt am afrikanischen Kontinent. Dekker erreichte damit auch den südlichsten Punkt ihrer Weltumsegelung. Sie segelte danach mit einem nördlichen Kurs und zwar zum zweiten Mal seit dem Ablegen in den Niederlanden.
- 27. November 2011: Ankunft in Kapstadt, Südafrika, nach erfolgreicher Umseglung des Kap der Guten Hoffnung.
- 12. Dezember 2011: Abfahrt von Kapstadt.
- 20. Dezember 2011: Überquerung der geographischen Länge 5° O und damit der geographischen Länge der Niederlande. Ausgehend vom inoffiziellen Beginn in den Niederlanden hatte Dekker auf ihrer Weltumseglung damit sämtliche geographischen Längen gekreuzt.
- 21. Januar 2012: Ankunft gegen 15.00 Uhr Ortszeit in der Simpson Bay auf der niederländischen Karibikinsel Sint Maarten und damit Beendigung der Weltumseglung. Die letzte Strecke führte direkt von Kapstadt 5600 Seemeilen (10.400 km) nach Sint Maarten.

### Medienecho und Diskussion
Über Dekkers geplante Weltumseglung wurde international ausgiebig berichtet. Neben den persönlichen Umständen wurde dabei vor allem die generelle Frage erörtert, inwieweit der Staat riskantes Verhalten Jugendlicher verhindern muss oder darf, wenn dies von den Eltern unterstützt wird.
Im Verlauf der Weltumseglung und des im Vergleich zur vorherigen „Rekordhalterin“, der Australierin Jessica Watson, die nur 210 Tage auf See benötigte, langen zeitlichen Verlaufs – Dekker war bei der Ankunft in Darwin, Australien, bereits 369 Tage unterwegs – äußerte sich der Vater Mitte 2011 dahingehend, dass es seiner Tochter nicht in erster Linie um das Erreichen des Rekords gehe, jüngste Solo-Weltumseglerin zu sein. Vielmehr sei die „Tour das Ziel“.
Am 21. Januar 2012 beendete Dekker ihre Weltumseglung erfolgreich und ist damit die jüngste Einhandweltumseglerin vor Jessica Watson. Gleichwohl wurde die Reise weder vom Guinness-Buch der Rekorde noch vom World Sailing Speed Record Council als Rekord anerkannt; beide Institutionen vergaben wegen der kontroversen Diskussionen um den „Jugendwahn“ keinen Preis mehr für die jüngste Person, die die Welt als Einhandsegler umrundet.
Während ihrer Reise schrieb Dekker eine wöchentliche Kolumne für das Rotterdamer Algemeen Dagblad, die in deutscher Übersetzung verfügbar ist.

### Leben in Neuseeland
Am 14. April 2012 verließ Dekker Bonaire in Richtung ihres Geburtsortes Whangārei, Neuseeland, wo sie am 2. September eintraf.
Laura Dekker heiratete am 28. März 2015 Daniël Tealman. Sie lebte mit ihrem Mann, von dem sie sich inzwischen hat scheiden lassen, in Whangārei auf einem Boot. Sie ist jetzt mit dem Bootsbauer Sander Vogelenzang liiert, im September 2018 wurde ihr Sohn geboren. Ein zweites Kind wurde im Juni 2022 geboren.
Dekker ist Gründerin der Laura Dekker World Sailing Foundation, die es sich zum Ziel gesetzt hat, Jugendlichen auf Segeltörns unter anderem Teamfähigkeit, Respekt, Selbstvertrauen und Konfliktfähigkeit beizubringen.

### Verbleib der Guppy
Als die Guppy 2018 an die gemeinnützige Organisation LifeSail verliehen war, lief die Jeanneau Gin Fizz bei einem Törn in der Obhut der Organisation am Atoll Manihiki im Pazifischen Ozean auf ein Riff, wo es zu einem Totalverlust gekommen ist.
Entgegen den Vorgaben hatte LifeSail das Schiff weder ausreichend versichert noch wurden von der laut Dekker vollkommen inkompetenten Mannschaft um den Gründer der Organisation, Matt Schulz, Ratschläge und Anweisungen befolgt. Das Schiff lag zum Unglückszeitpunkt auf Legerwall, weshalb auch unklar war, ob von der Versicherung überhaupt Schadenersatz für das Schiff, die Bergung und die Umweltschäden zu erwarten ist.
LifeSail verhielt sich nach dem Schaden unkooperativ und verweigerte sich laut Laura Dekker jeglicher Kommunikation.

## Dokumentarfilm
„Maidentrip“, ein Dokumentarfilm der US-amerikanischen Regisseurin Jillian Schlesinger über Dekkers Reise, wurde am 10. März 2013 im Rahmen des South by Southwest Festivals in Austin uraufgeführt.